# Mitografia
La mitografia és la recopilació i estudi dels mites. Comprèn una part d'establiment dels relats mítics (a través de la crítica textual de manuscrits o de reculls de la tradició oral) i una d'estudi, incloent datació, expansió de la història, comparació amb altres mites, anàlisi simbòlica i històrica i repercussió. La mitografia esdevé aleshores una branca auxiliar de la història, l'antropologia i els estudis culturals o religiosos.